# Ho-Sung Pak
Ho-Sung Pak (박호성?; Seul, 6 novembre 1967) è un artista marziale, attore e stuntman statunitense di origini sudcoreane.
È noto a livello internazionale per aver interpretato Liu Kang nei primi due capitoli Mortal Kombat. È stato anche stuntman, coordinatore e coreografo di combattimenti in numerose produzioni cinematografiche e televisive.

## Biografia
Ho-Sung Pak è nato a Seul, in Corea del Sud, ed è cresciuto a Chicago, Illinois. Ha cominciato a studiare arti marziali giovanissimo, a otto anni taekwondo, poi kung fu e wushu, divenendo allievo di Wu Bin e vincendo il Diamond Nationals Grand Championship in Mens' Forms nel 1991. Si è laureato presso l' Università dell'Illinois Urbana-Champaign con un Master in Business Administration in Ingegneria e Commercio.
Pak è stato consulente e coordinatore degli stuntman per il film Tartarughe Ninja II - Il segreto di Ooze, nonché controfigura di Raffaello, incontrando sul set Daniel Pesina, futuro interprete di Johnny Cage; in seguito ha ripreso il ruolo di controfigura nel film Tartarughe Ninja III.
Nel 1992 ha lavorato a Mortal Kombat per la Midway Games, interpretando il protagonista Liu Kang e l'antagonista Shang Tsung, riprendendo il ruolo del monaco shaolin in Mortal Kombat II. Pak, insieme a Daniel Pesina, Philip Ahn e Katalin Zamiar, si rifiutò di apparire in Mortal Kombat 3 a causa di una disputa sui diritti d'autore con la Midway Games sull'uso delle loro sembianze in varie versioni per console dei primi due giochi, con conseguente scelta di nuovi attori per alcuni dei personaggi classici. Ciò ha portato Pak anche a perdere l'opportunità di fare un provino per il film Mortal Kombat.
Nel 1995, Pak e gli altri attori di Mortal Kombat che avevano fatto causa alla Midway, Daniel Pesina, Katalin Zamiar e Phillip Ahn, prestarono le loro sembianze a un gioco di combattimento prodotto esclusivamente per Atari Jaguar intitolato Thea Realm Fighters, ma il gioco non fu mai pubblicato in seguito al fallimento economico della console.
Nel 1994, è stato scelto dal regista Lau Kar Leung come cattivo nel film di Jackie Chan Drunken Master 2 ed ha acquisito il successo nazionale, a livello statunitense, per il ruolo di "Superstar" nella serie WMAC Masters, cui lavorò tra il 1995 e il 1997.
Nel 2002, ha interpretato il ruolo principale nel film di arti marziali Book of Swords, insieme anche agli ex colleghi della Midway Daniel Pesina, Katalin Zamiar e Richard Divizio.
Nel 2009, Pak ha prodotto e interpretato il film sulle arti marziali Fist of the Warrior, diretto da Wayne A. Kennedy.

## Filmografia parziale

### Cinema
- Tartarughe Ninja II: Il segreto di Ooze, 1991
- Tartarughe Ninja III, 1993
- Drunken Master 2, 1994
- The Book of Swords, 2002
- BloodRayne, 2005
- Alone in the Dark, 2005
- 18 Fingers of Death!, 2006
- Fist of the Warrior, 2009
- L'ultimo dominatore dell'aria, 2010
- Transformers 3, 2011
- Harold & Kumar - Un Natale da ricordare, 2011
- Vamps, 2012
- Love and Honor, 2012
- Red Dawn - Alba Rossa, 2012
- Bullet Train, 2022

### Televisione
- WMAC Masters, 1995-97
- Angel, 1999
- Alias, 2001
- Entourage, 2005
- The Chicago Code, 2011
- Femme Fatales - Sesso e crimini, 2011

### Videogiochi
- Mortal Kombat, 1992
- Mortal Kombat II, 1993
- Thea Realm Fighters, 1995
- Batman: Dark Tomorrow, 2003